# Wellingborough District
Wellingborough var mellan 1974 och 2021 ett distrikt i Storbritannien. Det låg i grevskapet Northamptonshire och riksdelen England, i den södra delen av landet, 90 km norr om huvudstaden London. Distriktet hade 75 356 invånare (2011).
Den 1 april 2021 blev det en del av den nya enhetskommunen North Northamptonshire.